# Czyżuny (rejon orański)
Czyżuny (lit. Čižiūnai) – wieś na Litwie, w okręgu olickim, w rejonie orańskim, nad Mereczanką. Według danych z 2021 roku miejscowość była zamieszkiwana przez 112 osób.
Czyżuny powstały jako ulicówka w XVI wieku, podczas pomiary włócznej. Pierwsze zabudowania powstały przy drodze łączącej Wilno z Grodnem. Do XVII wieku Czyżuny były zamieszkiwane przez kowali z Olkieników, a potem miejscowości zaczęli zamieszkiwać rolnicy. Większość budynków we wsi, zlokalizowanych przy głównej brukowanej ulicy, pochodzi z XIX wieku.